# Hauptmannia brevicollis
Hauptmannia brevicollis är en spindeldjursart som beskrevs av Oudemans 1910. Hauptmannia brevicollis ingår i släktet Hauptmannia, och familjen Erythraeidae. Arten är reproducerande i Sverige.